# Charlie Adam
Charlie Graham Adam (Dundee, 10 dicembre 1985) è un ex calciatore scozzese, di ruolo centrocampista, allenatore dei calci piazzati dell'Everton.

## Biografia
Suo padre è stato anch'egli un calciatore ed è morto nel 2012 a seguito di un suicidio.

## Caratteristiche
Era un centrocampista centrale molto abile nel tiro dalla distanza e sui calci piazzati.

## Carriera

### Club
Adam firmò per il Glasgow Rangers a quindici anni dopo aver svolto le giovanili nel Dundee. Esordì nella prima squadra nel maggio 2004 e fin da allora è stato usato saltuariamente, trovando una certa continuità di utilizzo sotto la conduzione tecnica di Paul Le Guen.
Pur rimanendo sotto contratto con il club di Glasgow, Adam ha giocato due stagioni consecutive in prestito, nel Ross County e successivamente nel St. Mirren. Tornato alla casa madre nel 2006 sotto il citato Le Guen, è arrivato anche l'esordio europeo. Il 16 aprile 2007 è stato votato miglior giovane dei Rangers.
A febbraio 2009 firma in prestito per il Blackpool su un contratto di sei mesi con opzione per il riscatto; a fine stagione ottiene la promozione in Championship con la squadra. Il 6 luglio 2009 i Rangers lo cedettero a titolo definitivo al Blackpool, squadra di seconda serie inglese, per la cifra di 500000 £, cifra record per il club inglese, e Adam firmò un triennale con opzione di estensione di un ulteriore anno. Successivamente diventò capitano della squadra e a fine stagione il Blackpool ritornò in Premier League vincendo la finale play-off a Wembley contro il Cardiff City, nella quale Adam realizzò il gol dell'1-0 su calcio di punizione; la partità la vinse per 3-2 la squadra di Adam.
Il 7 maggio 2011, durante la partita di Premier League tra Tottenham e Blackpool, ruppe la gamba a Gareth Bale a seguito di un pesante scontro. Nello stesso mese rinnova il suo contratto per un'altra stagione nonostante la retrocessione dalla massima serie inglese patita all'ultima giornata a causa di una sconfitta contro il Manchester United.
Nel mese di luglio 2011 passa al Liverpool per la cifra di 6,75 milioni di £ (più bonus) e il giocatore firma un triennale. Già in gennaio i Reds avevano tentato di acquistarlo. Segna il suo primo gol con la nuova maglia il 27 agosto 2011 contro il Bolton, venendo successivamente espulso per doppia ammonizione a White Hart Lane contro il Tottenham in una sconfitta. Il 27 gennaio 2012 solleva il suo primo e unico trofeo in maglia reds, la Football League Cup, vinta ai rigori ancora contro il Cardiff City.
Il 31 agosto 2012 viene acquistato dallo Stoke City per 6,2 milioni di €. Debutta il giorno successivo nella pareggio casalingo con il Wigan Athletic, e segna la sua prima rete con i potters il 10 novembre nella vittoria per 1-0 sul QPR. Il 4 aprile 2015 realizza una rete a Stamford Bridge contro il Chelsea beffando Courtois con un tiro da 67 metri (nuovo record in Premier League superando Xabi Alonso di un metro).
Il 22 luglio 2019 diventa un giocatore del Reading.

### Nazionale
Vanta alcune presenze nella nazionale scozzese Under-21 e fu chiamato per la prima volta in prima squadra da Alex McLeish nel 2008 per gli impegni contro Austria e Far Oer. Ha quindi debuttato nella sfida di Vienna come sostituto al 67' minuto in una vittoria per 0-1.
Con l'arrivo sulla panchina della nazionale di Craig Levein si afferma come titolare in nazionale. Segnò la sua prima rete in una vittoria per 2-1 in amichevole sulla Danimarca all'Hampden Park il 10 agosto 2011.

## Statistiche

### Presenze e reti nei club
Statistiche aggiornate al 1º gennaio 2018.
| Stagione          | Squadra           | Campionato        | Campionato | Campionato | Coppe nazionali | Coppe nazionali | Coppe nazionali | Coppe continentali | Coppe continentali | Coppe continentali | Altre coppe | Altre coppe | Altre coppe | Totale | Totale |
| Stagione          | Squadra           | Comp              | Pres       | Reti       | Comp            | Pres            | Reti            | Comp               | Pres               | Reti               | Comp        | Pres        | Reti        | Pres   | Reti   |
| ----------------- | ----------------- | ----------------- | ---------- | ---------- | --------------- | --------------- | --------------- | ------------------ | ------------------ | ------------------ | ----------- | ----------- | ----------- | ------ | ------ |
| 2003-2004         | Rangers           | SPL               | 2          | 0          | SC+CdL          | 0               | 0               | UCL                | 0                  | 0                  | -           | -           | -           | 3      | 0      |
| 2004-2005         | Ross County       | SFD               | 11         | 2          | SC+CdL          | 0               | 0               | -                  | -                  | -                  | SCC         | 4           | 0           | 15     | 2      |
| 2005-2006         | St. Mirren        | SFD               | 29         | 5          | SC+CdL          | 4+1             | 3+0             | -                  | -                  | -                  | SCC         | 3           | 1           | 37     | 9      |
| 2006-2007         | Rangers           | SPL               | 32         | 11         | SC+CdL          | 1+2             | 0               | CU                 | 7                  | 3                  | -           | -           | -           | 42     | 14     |
| 2007-2008         | Rangers           | SPL               | 16         | 2          | SC+CdL          | 3+2             | 0               | UCL+CU             | 7+4                | 2+0                | -           | -           | -           | 32     | 4      |
| 2008-gen. 2009    | Rangers           | SPL               | 9          | 0          | SC+CdL          | 0               | 0               | UCL                | 2                  | 0                  | -           | -           | -           | 11     | 0      |
| Totale Rangers    | Totale Rangers    | Totale Rangers    | 61         | 13         |                 | 8               | 0               |                    | 20                 | 5                  |             | -           | -           | 89     | 18     |
| gen.-giu. 2009    | Blackpool         | FLC               | 13         | 2          | FACup+CdL       | -               | -               | -                  | -                  | -                  | -           | -           | -           | 13     | 2      |
| 2009-2010         | Blackpool         | FLC               | 43+3       | 16+2       | FACup+CdL       | 1+2             | 0+1             | -                  | -                  | -                  | -           | -           | -           | 49     | 19     |
| 2010-2011         | Blackpool         | PL                | 35         | 12         | FACup+CdL       | 0+1             | 1               | -                  | -                  | -                  | -           | -           | -           | 36     | 13     |
| Totale Blackpool  | Totale Blackpool  | Totale Blackpool  | 91+3       | 30+2       |                 | 4               | 2               |                    | -                  | -                  |             | -           | -           | 98     | 34     |
| 2011-2012         | Liverpool         | PL                | 28         | 2          | FACup+CdL       | 2+5             | 0               | -                  | -                  | -                  | -           | -           | -           | 35     | 2      |
| ago. 2012         | Liverpool         | PL                | 0          | 0          | FACup+CdL       | 0               | 0               | UEL                | 2                  | 0                  | -           | -           | -           | 2      | 0      |
| Totale Liverpool  | Totale Liverpool  | Totale Liverpool  | 28         | 2          |                 | 7               | 0               |                    | 2                  | 0                  |             | -           | -           | 37     | 2      |
| 2012-2013         | Stoke City        | PL                | 27         | 3          | FACup+CdL       | 1+0             | 0               | -                  | -                  | -                  | -           | -           | -           | 28     | 3      |
| 2013-2014         | Stoke City        | PL                | 31         | 7          | FACup+CdL       | 2+2             | 1+0             | -                  | -                  | -                  | -           | -           | -           | 35     | 8      |
| 2014-2015         | Stoke City        | PL                | 29         | 7          | FACup+CdL       | 3+3             | 0               | -                  | -                  | -                  | -           | -           | -           | 35     | 7      |
| 2015-2016         | Stoke City        | PL                | 22         | 1          | FACup+CdL       | 1+2             | 0               | -                  | -                  | -                  | -           | -           | -           | 25     | 1      |
| 2016-2017         | Stoke City        | PL                | 24         | 1          | FACup+CdL       | 1+2             | 0               | -                  | -                  | -                  | -           | -           | -           | 27     | 1      |
| 2017-2018         | Stoke City        | PL                | 11         | 0          | FACup+CdL       | 1+2             | 1+0             | -                  | -                  | -                  | -           | -           | -           | 14     | 1      |
| 2018-2019         | Stoke City        | FLC               | 12         | 0          | FACup+CdL       | 1+2             | 0               | -                  | -                  | -                  | -           | -           | -           | 15     | 0      |
| Totale Stoke City | Totale Stoke City | Totale Stoke City | 156        | 19         |                 | 23              | 2               |                    | -                  | -                  |             | -           | -           | 179    | 21     |
| 2019-2020         | Reading           | FLC               | 21         | 2          | FACup+CdL       | 3+3             | 0               | -                  | -                  | -                  | -           | -           | -           | 27     | 2      |
| 2020-2021         | Dundee            | SC                | 22+4       | 6+1        | CS+CdL          | 2+4             | 0+1             | -                  | -                  | -                  | -           | -           | -           | 32     | 8      |
| 2021-2022         | Dundee            | SP                | 27         | 2          | CS+CdL          | 2+4             | 1+1             | -                  | -                  | -                  | -           | -           | -           | 33     | 4      |
| Totale Dundee     | Totale Dundee     | Totale Dundee     | 49+4       | 8+1        |                 | 12              | 3               |                    | -                  | -                  |             | -           | -           | 65     | 12     |
| Totale carriera   | Totale carriera   | Totale carriera   | 453        | 88         |                 | 65              | 11              |                    | 22                 | 5                  |             | 7           | 1           | 547    | 100    |

### Presenze e reti in nazionale
| Cronologia completa delle presenze e delle reti in nazionale ― Scozia | Cronologia completa delle presenze e delle reti in nazionale ― Scozia | Cronologia completa delle presenze e delle reti in nazionale ― Scozia | Cronologia completa delle presenze e delle reti in nazionale ― Scozia | Cronologia completa delle presenze e delle reti in nazionale ― Scozia | Cronologia completa delle presenze e delle reti in nazionale ― Scozia | Cronologia completa delle presenze e delle reti in nazionale ― Scozia | Cronologia completa delle presenze e delle reti in nazionale ― Scozia |
| Data                                                                  | Città                                                                 | In casa                                                               | Risultato                                                             | Ospiti                                                                | Competizione                                                          | Reti                                                                  | Note                                                                  |
| --------------------------------------------------------------------- | --------------------------------------------------------------------- | --------------------------------------------------------------------- | --------------------------------------------------------------------- | --------------------------------------------------------------------- | --------------------------------------------------------------------- | --------------------------------------------------------------------- | --------------------------------------------------------------------- |
| 30-5-2007                                                             | Vienna                                                                | Austria                                                               | 0 – 1                                                                 | Scozia                                                                | Amichevole                                                            | -                                                                     | 66’                                                                   |
| 6-6-2007                                                              | Toftir                                                                | Fær Øer                                                               | 0 – 2                                                                 | Scozia                                                                | Qual. Euro 2008                                                       | -                                                                     | 77’                                                                   |
| 10-10-2009                                                            | Yokohama                                                              | Giappone                                                              | 2 – 0                                                                 | Scozia                                                                | Amichevole                                                            | -                                                                     | 67’                                                                   |
| 3-3-2010                                                              | Glasgow                                                               | Scozia                                                                | 1 – 0                                                                 | Rep. Ceca                                                             | Amichevole                                                            | -                                                                     | 69’                                                                   |
| 11-8-2010                                                             | Solna                                                                 | Svezia                                                                | 3 – 0                                                                 | Scozia                                                                | Amichevole                                                            | -                                                                     | 64’                                                                   |
| 12-10-2010                                                            | Glasgow                                                               | Scozia                                                                | 2 – 3                                                                 | Spagna                                                                | Qual. Euro 2012                                                       | -                                                                     | 46’                                                                   |
| 16-11-2010                                                            | Aberdeen                                                              | Scozia                                                                | 3 – 0                                                                 | Fær Øer                                                               | Amichevole                                                            | -                                                                     | 55’                                                                   |
| 9-2-2011                                                              | Dublino                                                               | Irlanda del Nord                                                      | 0 – 3                                                                 | Scozia                                                                | Amichevole                                                            | -                                                                     | 57’                                                                   |
| 27-3-2011                                                             | Londra                                                                | Brasile                                                               | 2 – 0                                                                 | Scozia                                                                | Amichevole                                                            | -                                                                     | 78’                                                                   |
| 25-5-2011                                                             | Dublino                                                               | Scozia                                                                | 3 – 1                                                                 | Galles                                                                | Amichevole                                                            | -                                                                     | 86’                                                                   |
| 29-5-2011                                                             | Dublino                                                               | Irlanda                                                               | 1 – 0                                                                 | Scozia                                                                | Amichevole                                                            | -                                                                     | 62’ 63’                                                               |
| 10-8-2011                                                             | Glasgow                                                               | Scozia                                                                | 2 – 1                                                                 | Danimarca                                                             | Amichevole                                                            | -                                                                     | 58’                                                                   |
| 3-9-2011                                                              | Glasgow                                                               | Scozia                                                                | 2 – 2                                                                 | Rep. Ceca                                                             | Qual. Euro 2012                                                       | -                                                                     | 79’                                                                   |
| 8-10-2011                                                             | Vaduz                                                                 | Liechtenstein                                                         | 0 – 1                                                                 | Scozia                                                                | Qual. Euro 2012                                                       | -                                                                     | 76’                                                                   |
| 11-10-2011                                                            | Alicante                                                              | Spagna                                                                | 3 – 1                                                                 | Scozia                                                                | Qual. Euro 2012                                                       | -                                                                     | 63’                                                                   |
| 29-2-2012                                                             | Capodistria                                                           | Slovenia                                                              | 1 – 1                                                                 | Scozia                                                                | Amichevole                                                            | -                                                                     | 46’                                                                   |
| 15-8-2012                                                             | Edimburgo                                                             | Scozia                                                                | 3 – 1                                                                 | Australia                                                             | Amichevole                                                            | -                                                                     |                                                                       |
| 8-9-2012                                                              | Glasgow                                                               | Scozia                                                                | 0 – 0                                                                 | Serbia                                                                | Qual. Mondiali 2014                                                   | -                                                                     |                                                                       |
| 11-9-2012                                                             | Glasgow                                                               | Scozia                                                                | 1 – 1                                                                 | Macedonia                                                             | Qual. Mondiali 2014                                                   | -                                                                     | 58’ 60’                                                               |
| 12-10-2012                                                            | Cardiff                                                               | Galles                                                                | 2 – 1                                                                 | Scozia                                                                | Qual. Mondiali 2014                                                   | -                                                                     | 46’                                                                   |
| 6-2-2013                                                              | Glasgow                                                               | Scozia                                                                | 1 – 0                                                                 | Estonia                                                               | Amichevole                                                            | -                                                                     | 62’                                                                   |
| 22-3-2013                                                             | Glasgow                                                               | Scozia                                                                | 1 – 2                                                                 | Galles                                                                | Qual. Mondiali 2014                                                   | -                                                                     | 64’                                                                   |
| 26-3-2013                                                             | Novi Sad                                                              | Serbia                                                                | 2 – 0                                                                 | Scozia                                                                | Qual. Mondiali 2014                                                   | -                                                                     | 46’ 54’                                                               |
| 19-11-2013                                                            | Molde                                                                 | Norvegia                                                              | 0 – 1                                                                 | Scozia                                                                | Amichevole                                                            | -                                                                     | 57’ 64’                                                               |
| 5-3-2014                                                              | Varsavia                                                              | Polonia                                                               | 0 – 1                                                                 | Scozia                                                                | Amichevole                                                            | -                                                                     | 77’                                                                   |
| 5-6-2015                                                              | Edimburgo                                                             | Scozia                                                                | 1 – 0                                                                 | Qatar                                                                 | Amichevole                                                            | -                                                                     | 59’                                                                   |
| Totale                                                                |                                                                       | Presenze                                                              | 26                                                                    |                                                                       | Reti                                                                  | 0                                                                     |                                                                       |

## Palmarès
- Coppa di Scozia: 1

Rangers: 2007-2008
- Coppa di Lega scozzese: 1

Rangers: 2007-2008
- Coppa di Lega inglese: 1

Liverpool: 2011-2012